# Fabrice Leggeri
Fabrice Joêl Roger Leggeri, född  28 mars 1968, är en fransk statstjänsteman och tidigare generaldirektör för Frontex. Han avgick från Frontex den 29 april 2022 efter omfattande kritik mot myndigheten.